# Шаньюй
Шанью́й (спрощ.: 单于; кит. трад.: 單于; піньїнь: chányú) — титул володаря хунну. Обирався племінною аристократією, правив довічно. Керував спільно з радою родів, зазвичай 24 родів п'яти хуннських племен.
Китайські хроністи розглядали титул приблизно як рівний до титулу ван, утім у деякі роки правління гуннських шаньюїв визнавали рівним імператору (хуан-ді).
Титул шаньюй мали правителі династій Моде, Цєдіхоу, Хуяньді й Улей-Жоді. Окрім того, у 143-215 роках шаньюїв призначав китайський імператор. Останнім вважається останній правитель Ся Хелянь Дін.